# Vantage
Vantage es un sistema de domótica basado en un bus de datos, desarrollado por el fabricante Vantage Controls, filial de la compañía francesa Legrand.
A diferencia de X10, que utiliza la red eléctrica, Vantage utiliza su propio cableado, con lo cual es adecuado para edificaciones de nueva construcción o reforma ya que se ha de proceder a instalar las conducciones adecuadas para el sistema.
Vantage además del Bus de datos utiliza para el control los protocolos de comunicación RS-232 y RS-485 y cableado CAT-5 para conexión de sensores o cualquier otro tipo de contacto seco. También utiliza sistemas inalámbricos como los infrarrojos, zigbee o incluso internet u otra red TCP/IP.